# Risnjak
Risnjak – masyw górski w Chorwacji, część Gorskiego kotaru.

## Opis
Leży w odległości 10–15 km od Morza Adriatyckiego. Rozciąga się pomiędzy górą Snježnik (zachód), rzeką Kupą (północ) i górą Drgomalj (wschód). Jego najwyższe góry to: Veliki Risnjak (1528 m), Mali Risnjak (1448 m), Cajtnik (1406 m), Viljske stijene (1387 m), Bijele stijene (1194 m) i Veliki Bukovac (1266 m).
Jest zbudowany z wapienia. W południowej części występują także dolomit, ił, margiel i piaskowiec. Występują tu procesy krasowe - jaskinie Strumpfova jama, Vučja jama i Jama pod Travnikom.
Dominuje tu klimat górski. Powyżej 1000 m n.p.m. średnia temperatura powietrza w styczniu wynosi –3,3 °C, a w lipcu 12,6 °C. Roczne opady wynoszą ok. 3600 mm. Pokrywa śnieżna utrzymuje się średnio przez 157 dni w roku (5 miesięcy). Jej grubość dochodzi do 4 m. Na Velikim Risnjaku funkcjonuje stacja meteorologiczna.
W 1953 roku na obszarze Risnjaka utworzono Park Narodowy Risnjak. Występuje tu m.in. 51 gatunków ptaków oraz ponad sto gatunków motyli. Część masywu porośnięta jest lasem mieszanym.